# 4287 تريسوف
4287 Třísov هو كويكب، يقع ضمن حزام الكويكبات. اكتشف في 7 سبتمبر 1989.

## روابط خارجية
- 4287 تريسوف في قاعدة بيانات مختبر الدفع النفاث لأجرام النظام الشمسي الصغيرة

- الاكتشاف · مخطط المدار ·  العناصر المدارية · المعلمات المادية

- 4287 تريسوف على موقع ويكي سكاي: DSS2, SDSS, GALEX, IRAS, Hydrogen α, X-Ray, Astrophoto, Sky Map, Articles and images